# پیر-آنری لوکویزینیه
پیر-آنری لوکویزینیه (فرانسوی: Pierre-Henri Lecuisinier‎؛ زادهٔ ۳۰ ژوئن ۱۹۹۳) دوچرخه‌سوار اهل فرانسه است.
از باشگاه‌هایی که در آن رکاب زده‌است می‌توان به تیم دوچرخه‌سواری دیرکت انرژی و تیم دوچرخه‌سواری اف‌دی‌جی اشاره کرد.